# Francesco Granacci
Francesco Granacci (1. srpna 1469 Volterra – 30. listopadu 1543 Florencie) byl italský renesanční malíř.

## Život
Narodil se v roce 1469 ve Villamagně. Studoval ve Florencii, kde ho učil malíř Domenico Ghirlandaio. Následovně už pracoval na malířských freskách pro San Marco, na pověření Lorenza de'Medici.
Jeho raná díla, jako například Trůnící Madona, Adorace dítěte a Čtyři výjevy ze života svatého Jana Křtitele, byla ovlivněna stylem Filippina Lippiho.
V roce 1508 se Granacci přesunul do Říma, kde spolu s jinými umělci pomáhal svému celoživotnímu příteli Michelangelovi s výzdobou stropu Sixtinské kaple. Po návratu do Florencie maloval Madonnu s dítětem pro augustiniánský klášter San Gallo (nyní se nachází v Galerii Akademie), dále maloval Madonnu della Cintola pro společnost San Benedetto Bigi a v roce 1515 se podílel na vytváření dekorace na oslavu návštěvy papeže Lva X. ve Florencii. V roce 1519 namaloval Madonnu s dítětem a svatého Jana.
Granacciho díla z let 1520–1525 ukazují přímý vliv Fra Bartolomea. Oltářní obraz Nanebevzetí Panny Marie je velmi ovlivněn Pietrem Peruginem. V roce 1527 Granacci maloval vstup Karla VIII. do Florencie a plátno s deseti tisíci mučedníky pro kostel San Simone e Giuda ve Florencii.
Zemřel v roce 1543 a je pohřben v kostele Sant'Ambrogio ve Florencii.

## Galerie

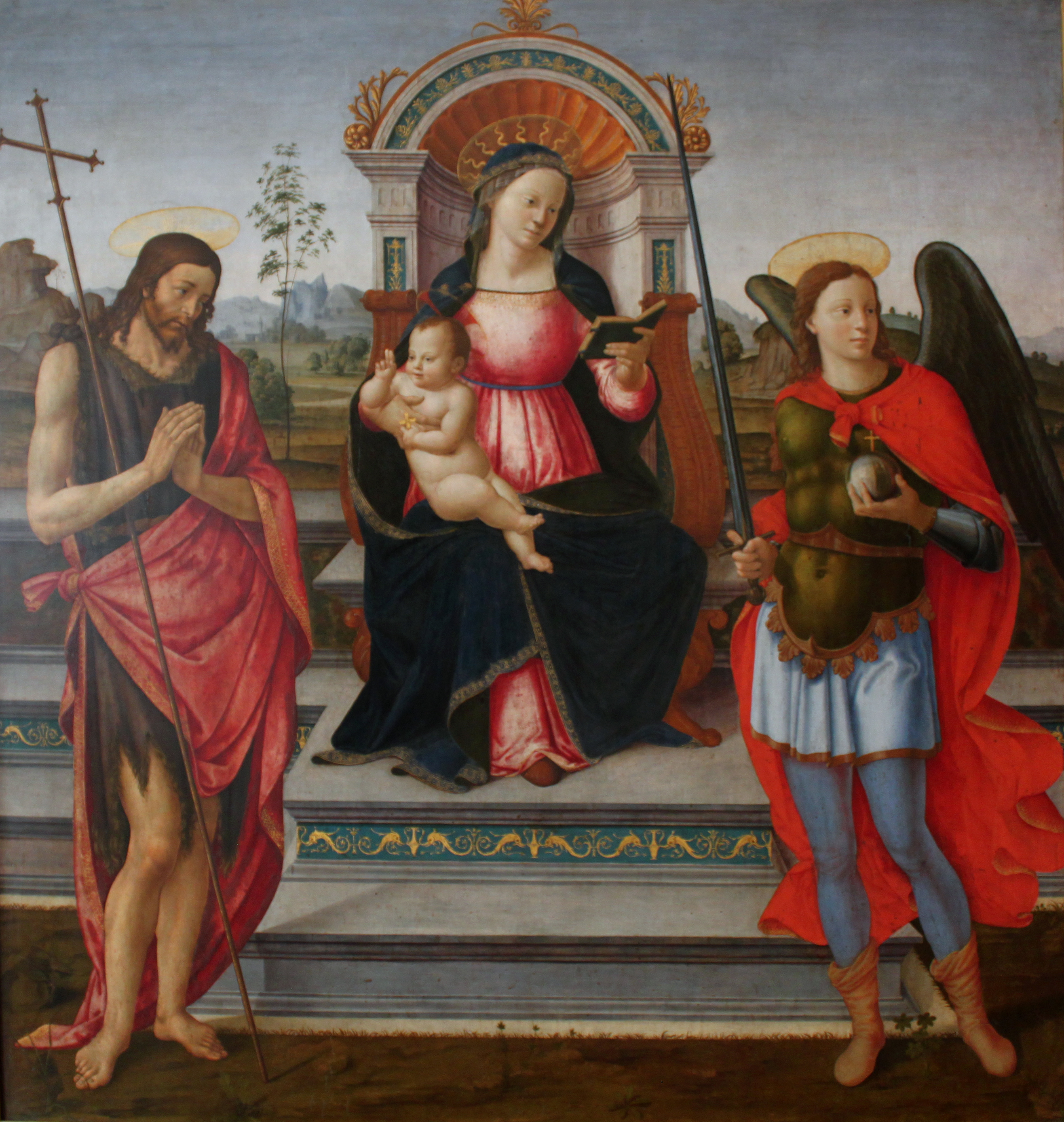
Trůnící Madona s požehnáním
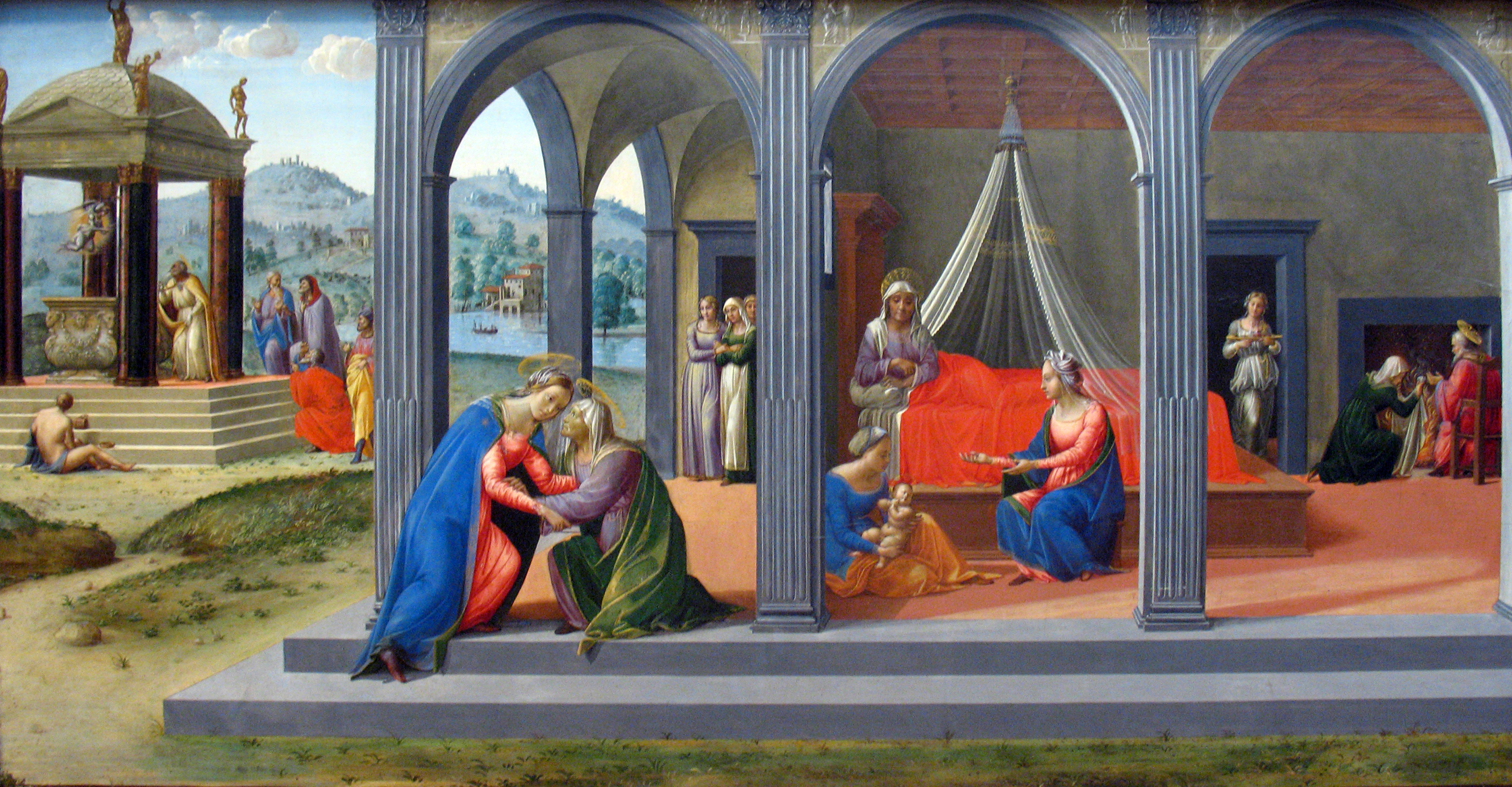
Scény ze života svatého Jana Křtitele
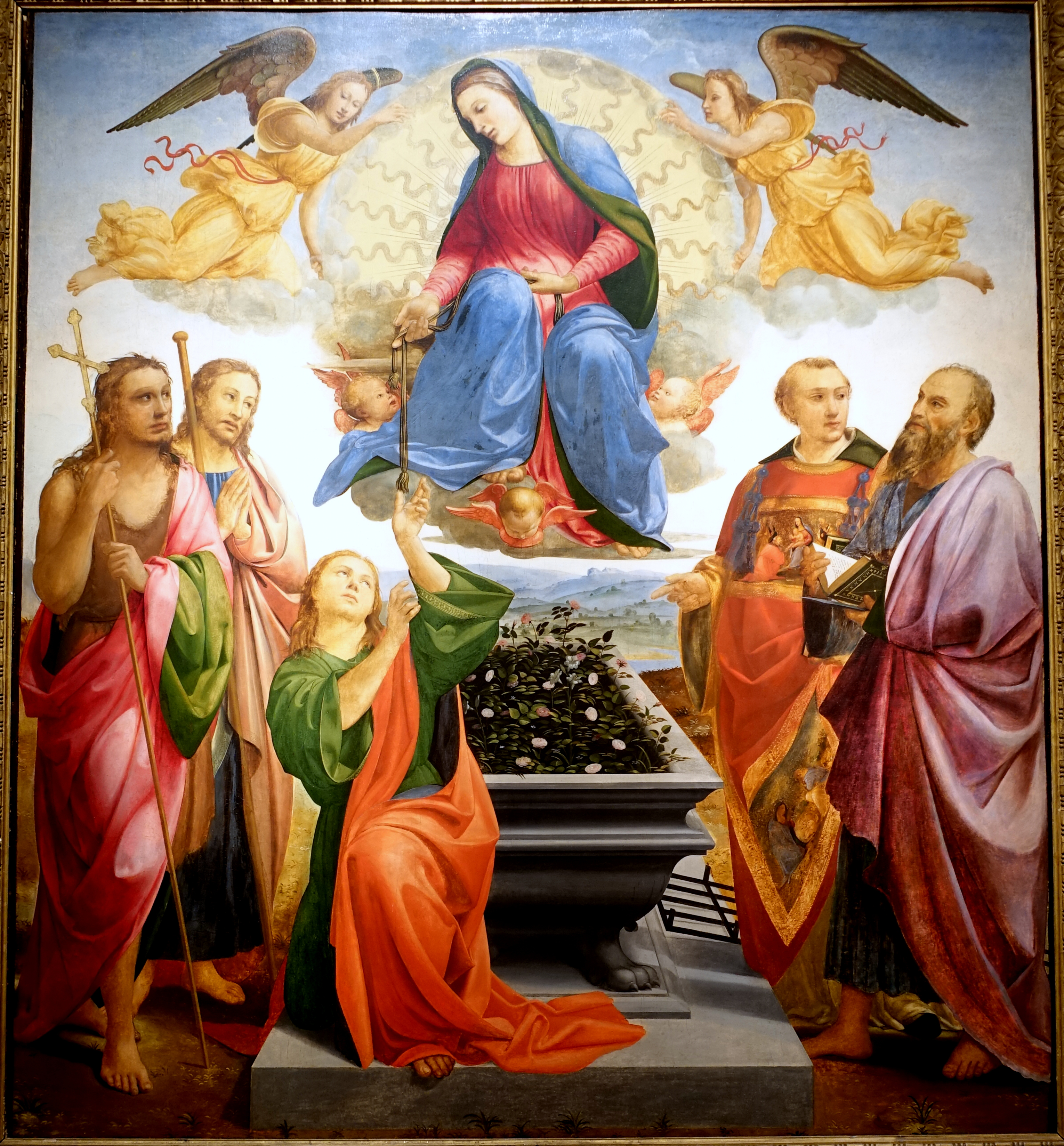
Nanebevzetí Panny Marie v Muzeu umění Johna a Mable Ringlingových (Sarasota, Florida, USA)
Evangelista Jan na Patmu
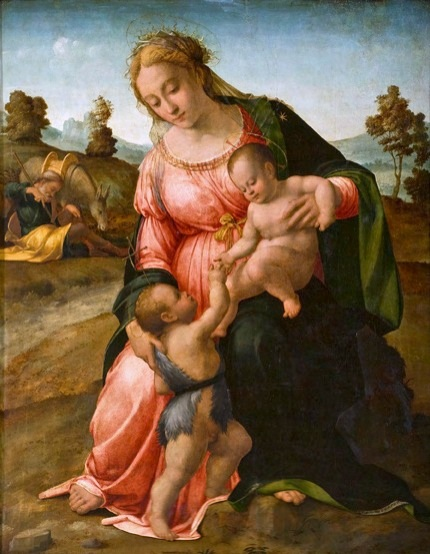
Madonna a dítě se svatým Janem Křtitelem